# Спутник-7
Спутник 7 (също Тяжелый спутник и Венера 1VA № 1) е първият съветски опит за изстрелване на сонда за изстрелване на сонда за изследване на Венера на 4 февруари 1961 г. Поради проблем с последната степен на ракетата-носител сондата остава на ниска орбита като изкуствен спътник.

## Полет
Стартът е успешно осъществен на 4 февруари 1961 г. от космодрума Байконур в Казахска ССР с ракета-носител „Молния“ и достига орбита. Апарата се състои от орбитална платформа за стартиране (Тяжелый спутник) и сондата „Венера“.
Четвъртата степен е трябвало да се задейства след една обиколка на Земята и да насочи сондата към Венера. Това обаче не се случва поради повреда в захранващата помпа на двигателя. В резултат на това „Спутник 7“ остава в орбита с перигей 212 км и апогей 318 км. След 22 дни полет около Земята (26 февруари), корабът изгаря в плътните слоеве на земната атмосфера над Сибир.